# Сейтова, Лейли Пулатовна
Сейтова Лейли Пулатовна (узб. Leyli Po'latovna Seitova; род. 23 июля 1970 года; Нукус, Республика Каракалпакстан, УзССР, СССР) — узбекский политический деятель, экономист. Депутат Законодательной палаты Олий Мажлиса Республики Узбекистан по бюджету и экономическим вопросам. Член Комитета по бюджету и экономическим реформам. Член Экологической партии Узбекистана. Кандидат экономических наук. Начальник финансового отдела Нукусского района.

## Биография
Сейтова Лейли Пулатовна родилась 23 июня 170 года в городе Нукус Республики Каракалпакстан. В 1992 году окончила Московский государственный университет имени Ломоносова, получив высшее образование по специальности экономист. Чуть позже, в том же году начала работать главным специалистом Министерства внешнеэкономической деятельности Республики Каракалпакстан. С 1993 по 1994 год работала ведущим специалистом Каракалпакстанского филиала Национального банка Республики Узбекистан. С 1994 по 1998 год была аспиранткой Московского государственного университета имени Ломоносова. В 1998—1999 годах занимала должность главного специалиста в Министерстве экономики Республики Каракалпакстан. С 1999 по 2005 работала заместителем директора Нукусского сельскохозяйственного колледжа. В 2006—2007 годах была доцентом кафедры «Управление бизнесом» Каракалпакского государственного университета имени Бердаха. В 2007 году была назначена на должность старшего инспектора, а позже начальником отдела казначейства Республики Каракалпакстан, где проработала до 2015. С 2015 по 2017 год работала начальником отдела казначейства Ходжейлинского района. С 2017 года Лейли Пулатовна работает начальником финансового отдела Нукусского района.